# العلاقات الجامايكية النيجيرية
العلاقات الجامايكية النيجيرية هي العلاقات الثنائية التي تجمع بين جامايكا ونيجيريا.

## مقارنة بين البلدين
هذه مقارنة عامة ومرجعية للدولتين:
| وجه المقارنة                                              | جامايكا       | نيجيريا                     |
| --------------------------------------------------------- | ------------- | --------------------------- |
| المساحة (كم2)                                             | 10.99 ألف     | 923.77 ألف                  |
| عدد السكان (نسمة)                                         | 2.95 مليون    | 190.89 مليون                |
| الكثافة السكانية (ن./كم²)                                 | 268.43        | 206.64                      |
| العاصمة                                                   | كينغستون      | أبوجا، لاغوس                |
| اللغة الرسمية                                             | لغة إنجليزية  | لغة إنجليزية، اللغة اليوربا |
| العملة                                                    | دولار جامايكي | نيرة نيجيرية                |
| الناتج المحلي الإجمالي (بليون دولار)                      | 14.77 مليار   | 375.77 مليار                |
| الناتج المحلي الإجمالي (تعادل القوة الشرائية) بليون دولار | 24.79 مليار   | 1.09 تريليون                |
| الناتج المحلي الإجمالي الاسمي للفرد دولار أمريكي          | 5.23 ألف      | 2.64 ألف                    |
| الناتج المحلي الإجمالي للفرد دولار أمريكي                 | 8.88 ألف      | 5.91 ألف                    |
| مؤشر التنمية البشرية                                      | 0.719         | 0.514                       |
| رمز المكالمات الدولي                                      | +1876         | +234                        |
| رمز الإنترنت                                              | .jm           | .ng                         |
| المنطقة الزمنية                                           | 00            | ت ع م+01:00                 |

## مدن متوأمة
في ما يلي قائمة باتفاقيات التوأمة بين مدن جامايكية ونيجيرية:
- ترتبط مونتيغو باي مع لاغوس باتفاقية توأمة.

## منظمات دولية مشتركة
يشترك البلدان في عضوية مجموعة من المنظمات الدولية، منها:
| علم المنظمة | اسم المنظمة                                                | تاريخ انضمام جامايكا | تاريخ انضمام نيجيريا |
| ----------- | ---------------------------------------------------------- | -------------------- | -------------------- |
|             | مجموعة دول أفريقيا والكاريبي والمحيط الهادئ                | ?                    | ?                    |
|             | الأمم المتحدة                                              | 18 سبتمبر 1962       | 7 أكتوبر 1960        |
|             | منظمة التجارة العالمية                                     | ?                    | ?                    |
|             | العملية المشتركة للاتحاد الأفريقي والأمم المتحدة في دارفور | ?                    | ?                    |
|             | منظمة الشرطة الجنائية الدولية                              | ?                    | ?                    |
|             | دول الكومنولث                                              | ?                    | ?                    |
|             | المركز الدولي لتسوية المنازعات الاستشارية                  | 14 أكتوبر 1966       | 14 أكتوبر 1966       |
|             | الاتحاد الدولي للاتصالات                                   | 18 فبراير 1963       | 11 أبريل 1961        |
|             | البنك الدولي للإنشاء والتعمير                              | 21 فبراير 1963       | 30 مارس 1961         |
|             | المنظمة الهيدروغرافية الدولية                              | ?                    | ?                    |
|             | الاتحاد البريدي العالمي                                    | ?                    | ?                    |
|             | منظمة حظر الأسلحة الكيميائية                               | ?                    | ?                    |
|             | مؤسسة التمويل الدولية                                      | 31 مارس 1964         | 30 مارس 1961         |
|             | وكالة ضمان الاستثمار متعدد الأطراف                         | 12 أبريل 1988        | 12 أبريل 1988        |
|             | يونسكو                                                     | 7 نوفمبر 1962        | 14 نوفمبر 1960       |

## أعلام
هذه قائمة لبعض الشخصيات التي تربطها علاقات بالبلدين:
- نيفيل دوز (كاتب جمايكي، 16 يونيو 1926 – 13 مايو 1984)

## وصلات خارجية
- موقع وزارة الخارجية الجامايكية
- موقع وزارة الخارجية النيجيرية